# Palmarès dell'Hamburger Sport-Verein
L'Hamburger Sport-Verein, o HSV, noto però in italiano più semplicemente come Amburgo, è una società polisportiva tedesca con sede ad Amburgo. Fondata nel 1887, è la più antica della nazione, dopo il Monaco 1860. La sezione calcistica milita in Zweite Bundesliga, la seconda divisione del campionato tedesco di calcio. Fino alla stagione 2017-2018 è stata, per lungo tempo, l'unica squadra sempre presente in Bundesliga, retrocedendo per la prima volta al termine della stessa, dopo 54 anni e 261 giorni, cioè 55 campionati consecutivi.
Tra le squadre più prestigiose nel panorama calcistico tedesco, vanta la vittoria di sei titoli nazionali, tre Coppe di Germania e due Coppe di Lega. A livello internazionale si è aggiudicata una Coppa dei Campioni, una Coppa delle Coppe e due Coppe Intertoto. Fa parte del gruppo di squadre che hanno disputato almeno una finale nelle tre principali coppe europee (Coppa dei Campioni-UEFA Champions League, Coppa delle Coppe, Coppa UEFA-Europa League).

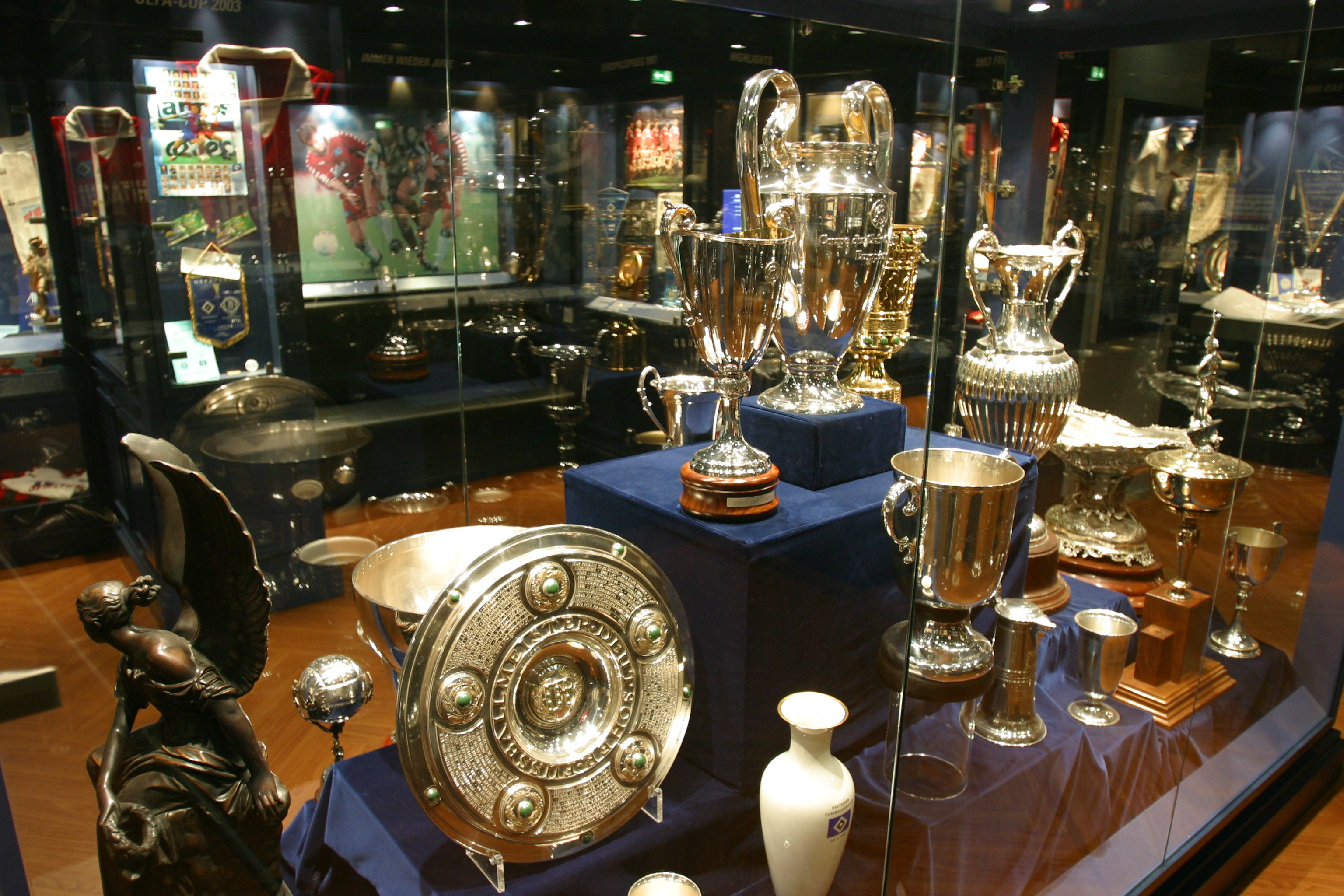
Trofei del club.

## Competizioni nazionali
- Campionato tedesco: 6

1922-1923, 1927-1928, 1959-1960, 1978-1979, 1981-1982, 1982-1983
- Coppa di Germania: 3

1962-1963, 1975-1976, 1986-1987
- Coppa di Lega tedesca: 2

1972-1973, 2003

## Competizioni internazionali
- Coppa dei Campioni: 1

1982-1983
- Coppa delle Coppe: 1 (record tedesco a pari merito con Bayern Monaco, Borussia Dortmund, Werder Brema e Magdeburgo)

1976-1977
- Coppa Intertoto UEFA: 2  (record a pari merito con Schalke 04, Stoccarda e Villarreal)

2005, 2007
- Coppa Piano Karl Rappan: 3

1970, 1974, 1994

## Competizioni regionali
- Campionato della Germania del Nord di calcio: 10

1921, 1922, 1923, 1924, 1925, 1928, 1929, 1931, 1932, 1933
- Gauliga Nordmark: 4

1937, 1938, 1939, 1941
- Gauliga Hamburg: 1

1945
- Stadtliga Hamburg: 1

1946
- Campionato della zona d'occupazione inglese: 2

1947, 1948
- Oberliga Nord: 15

1948, 1949, 1950, 1951, 1952, 1953, 1955, 1956, 1957, 1958, 1959, 1960, 1961, 1962, 1963

## Altri piazzamenti
- Campionato tedesco:

Secondo posto: 1923-1924, 1956-1957, 1957-1958, 1975-1976, 1979-1980, 1980-1981, 1983-1984, 1986-1987
Terzo posto: 1999-2000, 2005-2006
Semifinalista: 1903-1904, 1925-1926, 1930-1931, 1936-1937, 1937-1938, 1938-1939
- Coppa di Germania:

Finalista: 1955-1956, 1966-1967, 1973-1974
Semifinalista: 1953-1954, 1956-1957, 1958-1959, 1959-1960, 1975-1976, 1981-1982, 1987-1988, 1996-1997, 2008-2009, 2018-2019, 2021-2022
- Coppa di Lega tedesca:

Semifinalista: 2006
- Supercoppa di Germania:

Finalista: 1976, 1982 (non ufficiali), 1987
- 2. Fußball-Bundesliga:

Terzo posto: 2021-2022, 2022-2023
- Coppa delle Coppe:

Finalista: 1967-1968
- Coppa UEFA:

Finalista: 1981-1982
Semifinalista: 1975-1976, 2008-2009, 2009-2010
- Coppa dei Campioni:

Finalista: 1979-1980
Semifinalista: 1960-1961
- Supercoppa UEFA:

Finalista: 1977, 1983
- Coppa Intertoto UEFA:

Finalista: 1999
Semifinalista: 1997, 2004
- Coppa Intercontinentale:

Finalista: 1983